# 猩紅色
猩紅色（英語：scarlet），又寫作腥紅色，是红色系顏色之一，介乎紅色和橙色之間。比朱紅色深，猩紅色因猩猩血液的顏色而得名。傳統上，猩紅色是火焰的顏色。放射光譜為鍶化合物，認為是在可見光光譜的猩紅色區域中出現。放射線出現在640.8毫微米，650.4毫微米，687.8毫微米和707.0毫微米之中。

## 普遍文化和其他用途
- 在推理遊戲《妙探尋兇》之中，紅小姐（Miss Scarlet）是其中一個角色。
- 《超空人》（Captain Scarlet and the Mysterons），是傑瑞‧安德森（Gerry Anderson）制作的兒童電視節目，主角是紅上尉（Captain Scarlet）。
- 猩紅色是法拉利一級方程式賽車車隊的顏色。
- 《紅字》（The Scarlet Letter）是由納撒尼爾·霍桑所寫的小說，於1850年出版。
- 多數英國軍隊士兵曾經佩帶了猩紅色長袍作為他們的制服，一些軍團和其它英聯邦國家以猩紅色作禮儀禮服，稱半身禮服。
- 皇家加拿大騎警（RCMP）穿著猩紅色夾克作他們的禮儀禮服一部分。
- 史卡蕾特（Scarlet）是電視遊戲《最終幻想VII》中的其中一個角色。
- 猩紅熱因為傳染造成舌頭的顏色變成猩紅色而被命名。
- 天主教教會樞機主教的服裝是猩紅色的，所以又稱紅衣主教。
- 內布拉斯加-林肯大學校徽的正式顏色是猩紅色和白色。
- 羅格斯大學運動隊起名叫猩紅色騎士（Rutgers Scarlet Knights）。
- 猩紅色是威爾士和英格蘭的國家代表顏色。
- 猩紅色是維基百科之中的不存在頁面的識別顏色。
- 猩紅色是《哈利波特》中，魔法與巫術學校中學院的代表顏色。
- 《東方紅魔鄉 ～ the Embodiment of Scarlet Devil.》中有所借用。
- 史卡雷特（Scarlet）在中，乃是艾爾莎之姓氏。